# Alex Mengoulas
Alex Mengoulas (Almere, 13 juli 1997) is een Nederlands wegwielrenner. Mengoulas komt vanaf 2018 uit voor BEAT Cycling Club. In 2019 won hij met BEAT de eerste etappe in de Kreiz Breizh Elites, een ploegentijdrit.

## Belangrijkste resultaten

### Wegwielrennen
2019
1e etappe Kreiz Breizh Elites (ploegentijdrit)

## Ploegen
- 2018 –  BEAT Cycling Club
- 2019 –  BEAT Cycling Club
- 2020 –  BEAT Cycling Club